# Acacio di Cesarea
Acacio di Cesarea (in greco Ἀκάκιος Mονόφθαλμος; ... – 366) è stato uno scrittore, teologo e vescovo ariano greco antico, discepolo e biografo dello storico Eusebio, di cui fu successore nella sede di Cesarea dal 340.
Vescovo di Cesarea in Palestina, è ricordato principalmente per la sua aspra opposizione a Cirillo di Gerusalemme e per l'importante ruolo che successivamente svolse nella controversia ariana; nella sua famosa ventunesima orazione, Gregorio Nazianzeno lo definisce infatti "la lingua degli Ariani".

## Biografia

### Alla guida del movimento ariano
Nulla si sa con certezza riguardo alla data e al luogo in cui è nato, ma la storiografia contemporanea lo ritiene di probabile origine siriana. Per quel che concerne il soprannome con il quale era chiamato dai suoi avversari, "il guercio"  (Mονoφθαλμος, Monophtalmos) è da ritenersi che questo non descrivesse un difetto personale ma fosse un malizioso riferimento alla sua testardaggine e alla protervia con cui sosteneva quelle che i teologi fedeli al Simbolo niceno-costantinopolitano ritenevano affermazioni errate e ambigue.
Prelato di grande cultura, patrono degli studi, arricchì la biblioteca di Cesarea fondata da Eusebio con innumerevoli volumi.
Fu anche autore di un trattato sul Qoelet, di sei libri di miscellanea (σύμμικτα ζητηματα, symmikta zetemata), composizioni su vari soggetti e della "Vita di Eusebio", che ci sono giunte solo in frammenti. La sua grande abilità intellettuale, unita al prestigio posseduto in quanto amico e successore di Eusebio da Cesarea, lo contraddistinse a tal punto da farlo considerare portavoce e guida spirituale degli Ariani, ancor prima che, colui che è ritenuto il loro primo vero leader, Eusebio di Nicomedia, fosse morto nel 342. Già nel 341 infatti prese parte assieme a novanta vescovi e alla presenza dell'imperatore Costanzo II, alla redazione del credo ariano nel Concilio di Antiochia. A causa della sua partecipazione a questo evento, nel 347, fu deposto dal Concilio di Sardica. Rifiutando di accettare tale decisione si riunì con gli altri vescovi scomunicati a Filippopoli dove, a sua volta, fece emettere analoga sentenza di scomunica e deposizione dei vescovi che avevano preso parte al Concilio di Sardica, ivi inclusi papa Giulio I e Osio di Cordova. Le sanzioni inflittegli da quella parte del cristianesimo che aveva accettato i dogmi del Primo Concilio di Nicea non riuscirono a diminuire minimamente il suo prestigio, tanto che Girolamo riferiva che quando Liberio fu deposto e costretto all'esilio, nel 355 o 357, fu proprio l'intervento di Acacio presso Costanzo II ad assicurare l'elezione di Felice II.

### Disputa con Cirillo di Gerusalemme
Il 358 segnò l'apogeo della disputa tra Acacio e Cirillo, vescovo di Gerusalemme. L'incomprensione, che datava non molto posteriormente all'insediamento di quest'ultimo, nacque su una questione di mera precedenza canonica tra le due sedi vescovili.  Accuse e controaccuse di eresia seguitarono per qualche anno, fino a che Acacio, con l'aiuto degli altri vescovi palestinesi, riuscì a far deporre ed esiliare Cirillo. Questi fu allora allontanato dalla sua sede vescovile, ma, solo due anni più tardi, vi fu reintegrato grazie alla decisione del Concilio di Seleucia. Tuttavia, grazie agli appoggi che Acacio aveva nella corte imperiale, il vescovo di Gerusalemme fu nuovamente condannato nel 360 dal Sinodo di Costantinopoli. Cirillo cedette e rimase in esilio fino all'ascesa nel 361 dell'imperatore Giuliano il quale, come aveva fatto con Pietro II, reinstaurò nelle sedi vescovili orientali i prelati cristiani fedeli ai dogmi di Nicea. Comunque, il fatto che Acacio ricevette una battuta d'arresto provvisoria con la riabilitazione di Cirillo, nel Sinodo di Seleucia, non deve ingannare sul reale peso della sua influenza all'interno del Concilio stesso o nella politica ecclesiastica del tempo. Fu uno fra i primi prelati ariani che portarono avanti l'idea di un Sinodo diviso per risolvere i problemi creati dal manifesto di Sirmio. In questo senso, può essere considerato uno dei padri delle definizioni di Ariminium e Seleucia. La fazione che appoggiò le sue idee in ambedue i concili fu una sua creazione, per questo, in seguito, sarebbe stata identificata con il suo nome: Acaciani (oi peri Akakion).

### Concilio di Seleucia
Il numero di vescovi presenti è stato stimato tra i 150 ed i 160; tra questi, i Semiariani costituivano la maggioranza. Acacio aveva un ben disciplinato seguito che, con gli Eunomiani, che aveva portato dalla sua parte frustrando le speranze di un compromesso, ammontava a circa quaranta vescovi. La prima fase del Concilio fu presto marcata dalla ri-adozione del credo semiariano di Antiochia, generalmente noto come "Credo dell'Encaenia" o "Credo della Dedicazione" (he en tois egkainiois), elaborato in antitesi al Credo Niceno. La fase seguente fornì ad Acacio ed ai suoi seguaci l'opportunità di rivelare la loro forza: Silvano di Tarso propose di confermare il "Credo Lucianico", quando Acacio ed il suo partiro insorsero e lasciarono l'assemblea per protesta. Nonostante questa mossa il Credo fu sottoscritto la mattina successiva a porte chiuse, un procedimento che Acacio prontamente stigmatizzò come "atto dell'oscurità". Il mercoledì si unirono al Concilio Basilio di Ancira, Macedonio di Costantinopoli, Ilario di Poitiers, Cirillo di Gerusalemme ed Eustazio di Sebaste. Cirillo, tuttavia, era ancora sotto censura ed Acacio rifiutò di ritornare, insieme ai suoi seguaci, al sinodo finché lui ed altri vescovi sotto censura che erano presenti non se ne fossero andati. Dopo un dibattito tempestoso le sue richieste furono accolte e Leonas, il comes (rappresentante) di Constanzo al concilio, si alzò e lesse una copia di un nuovo Credo che Acacio aveva messo nelle sue mani. Pur non ripudiando espressamente le formule Lucianiche, obiettava i termini homoousion e homoiousion come non scritturali. Questo condusse ad una discussione molto animata e, giovedì, Acacio si trovò attaccato da Eleusio, ex soldato e vescovo semiariano di Cizico.
Il venerdì Acacio rifiutò ancora una volta di prendere parte ad ulteriori deliberazioni e Leonas lo appoggiò, con l'affermazione che l'Imperatore non l'aveva inviato a presiedere un concilio di vescovi che non riuscivano ad accordarsi fra loro. La maggioranza, tuttavia, continuò senza di loro e depose Acacio insieme ad altri quindici prelati. Comunque, Acacio non aspettò il voto formale di deposizione contro lui, ma se ne andò immediatamente, insieme ad altri otto, a Costantinopoli. Al suo arrivo scoprì che ciò che gli stava a cuore era già stato assicurato dall'arrivo di certo un numero di delegati giunti da Ariminum. Si era tenuta la famosa conferenza di Niké (vicino Adrianopoli) ed era stata adottata la formula homoios. Questo condusse ad un nuovo sinodo tenuto, su suggerimento di Costanzo nella città imperiale stessa e significò il trionfo completo di Acacio. Le idee degli Acaciani furono definitivamente adottate a Costantinopoli e, anche se la loro influenza non durò molto a lungo ad occidente, ad oriente godette di una certa supremazia per i successivi venti anni.

### Ultimi anni
Acacio tornò alla sua sede nel 361 e passò i successivi due anni della sua vita a occupare le sedi vacanti della Palestina con uomini che pensava simpatizzassero con le sue idee antinicene. All'incoronazione di Gioviano, nel 363, tuttavia, rese una pubblica professione di adesione ai formulari niceni. Ma quando l'ariano Flavio Valente fu proclamato Augusto, nel 364, Acacio ancora una volta tornò all'arianesimo e si schierò con Eudossio di Costantinopoli. Nonostante ciò, quando i vescovi macedoni si riunirono a Lampsaco, confermarono la condanna infertagli in precedenza e di lui non si seppe più nulla. Cesare Baronio ne indicò la data di morte nell'anno 366, dopo una vita passata a sostenere le tesi ariane sia contro i fedeli al credo di Nicea, sia contro coloro che, pur professandosi seguaci di Ario, avevano nei vari sinodi "ammorbidito" le tesi di quest'ultimo in modo tale da non creare una spaccatura insanabile all'interno della cristianità.